# Schlachtgeschwader 9
Schlachtgeschwader 9 (dobesedno slovensko: Bojni polk 9; kratica SG 9 oz. SchlG 9) je bil jurišni letalski polk (Geschwader) v sestavi nemške Luftwaffe med drugo svetovno vojno.

## Organizacija
- štab
- I. skupina
- IV. skupina[1]